# Trần Trí Dũng
Trần Trí Dũng (sinh ngày 20 tháng 3 năm 1959) là chính trị gia người Việt Nam. Ông từng là Ủy viên Ban Chấp hành Trung ương Đảng Cộng sản Việt Nam khóa XII, Bí thư Tỉnh ủy Trà Vinh, Chủ tịch Hội đồng nhân dân tỉnh Trà Vinh khoá IX nhiệm kỳ 2016-2021. Ông từng là đại biểu Quốc hội Việt Nam khóa 13, thuộc đoàn đại biểu Trà Vinh, Ủy viên Ban Chấp hành Trung ương Đảng Cộng sản Việt Nam khóa XI.

## Tiểu sử
Trần Trí Dũng sinh ngày 20 tháng 3 năm 1959, người dân tộc Kinh, không theo tôn giáo nào, quê quán ở xã Hùng Hòa, huyện Tiểu Cần, tỉnh Trà Vinh.
Ông có trình độ chuyên môn là Cử nhân Khoa học Quân sự, Cử nhân Quản trị kinh doanh.
Ông gia nhập Đảng Cộng sản Việt Nam vào ngày 26/3/1980.
Ông có bằng Cao cấp lí luận chính trị.
Ông từng là Đại biểu Hội đồng nhân dân tỉnh Trà Vinh khóa VIII, nhiệm kỳ 2011-2016.
Từ 2011 đến 2016, ông là Trưởng đoàn đại biểu Quốc hội tỉnh Trà Vinh khóa XIII.
Ông là Ủy viên Ban Chấp hành Trung ương Đảng Cộng sản Việt Nam khoá XI, khóa XII; Bí thư Tỉnh ủy Trà Vinh khoá IX, X, Chủ tịch Hội đồng nhân dân khoá IX, Bí thư Đảng ủy Quân sự tỉnh Trà Vinh, Đảng ủy viên Đảng ủy Quân khu 9.
Ông là Chủ tịch Hội đồng nhân dân tỉnh Trà Vinh khoá IX, nhiệm kỳ 2016-2021.

## Gia đình
Ông Trần Trí Dũng có một người con trai là ông Trần Trí Cường, giữ chức Bí thư Tỉnh đoàn Trà Vinh.